# Lomtjärnen (Högsjö socken, Ångermanland)
Lomtjärnen är en sjö i Härnösands kommun i Ångermanland och ingår i Ångermanälven-Gådeåns kustområde.